# Fokker Super Universal

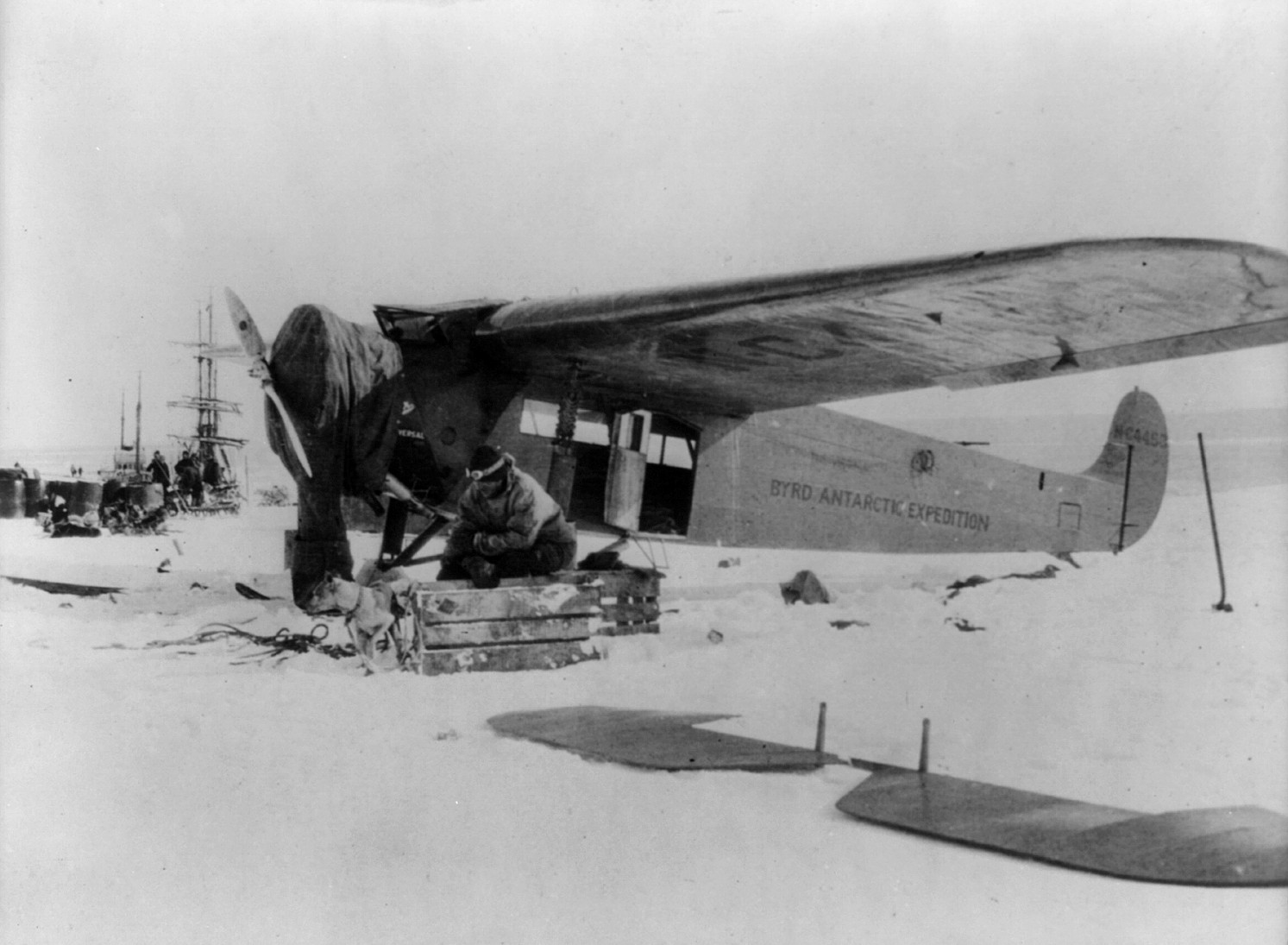
Super Universal von Byrd

Die Fokker Super Universal (Atlantic-Fokker Model 8) war ein einmotoriges Fracht- und Verkehrsflugzeug des US-amerikanischen Herstellers Atlantic Aircraft Corporation, später Fokker Aircraft Corporation of America, einer Tochtergesellschaft von Fokker. Sie war die Nachfolgerin der Fokker (Standard) Universal, hatte aber deutlich größere Abmessungen als ihre Vorgängerin. Äußerlich ist sie von der Standard Universal vor allem durch die fehlenden Abstrebungen der Tragfläche zu unterscheiden.
Nachdem im Mai 1929 General Motors eine 41-prozentige Beteiligung an der Fokker Aircraft Corporation of America erworben hatte und ein Jahr später das Unternehmen in General Aviation Corporation (GAC) umbenannt worden war, erfüllte die GAC die Produktionsverpflichtungen von Fokker.

## Geschichte
Das Baumuster wurde anfangs als Universal Special bezeichnet, aber bald in Super Universal geändert. Die Rumpflänge und die Spannweite wurden gegenüber der Standard Universal vergrößert. Ebenso erhielt die neue Maschine mit einem 420 PS leistenden Pratt & Whitney Wasp ein stärkeres Triebwerk, es konnten aber auch andere Motoren relativ einfach installiert werden. Für den Bau zog man in eine neue Fabrik in Glendale (West Virginia), wo 80 Maschinen hergestellt wurden. Die Super Universal war damit das meistgebaute Flugzeug der Fokker Aircraft Corporation. 14 Flugzeuge wurden nach Kanada exportiert, wo weitere 15 Exemplare von Canadian Vickers in Lizenz gebaut wurden. Etwa 13 Maschinen konnten auch nach Japan exportiert werden. Nakajima stellte danach eine größere Anzahl in Lizenz her. Etwa 50 sollen als zivile Aikoku 40 produziert worden sein, während die japanische Heeresluftwaffe weitere 20 unter der Projektbezeichnung Ki-6 bestellte und als Heerestyp 95 Typ 2 Schulflugzeug (japanisch 陸軍九五式二型練習機 Rikugun kugo shiki ni gata Renshu Hikōki) im Sommer 1935 offiziell einführte.

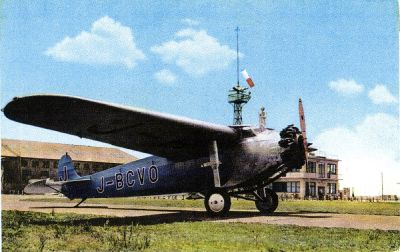
Nakajima Ki.6

Auch die japanische Marine erhielt 50 Super Universal, wobei die Radflugzeugausführung als C2N1 und die Schwimmerversion als C2N2 bezeichnet wurde.
Die Einsatzzeit der Super Universal war relativ kurz, nur wenige Exemplare flogen noch bis Anfang der 1940er Jahre. Die Maschinen der japanischen Heeresluftwaffe dienten mit ausgebauten Passagiersitzen zur Fortgeschrittenenausbildung von Transportflugzeugpiloten. Dieses Konzept der Ausbildung in Flugzeugen gleicher Nutzungsart wurde jedoch Ende der 1930er Jahre als zu komplex verworfen. Die Maschinen wurden daraufhin wieder zu Transportmaschinen umgebaut und bis zur Auslieferung der ersten Kawasaki Ki-56 (offizielle Bezeichnung Heerestyp 1 Frachtflugzeug) Serienmaschinen 1942 als Transport- und Frachtflugzeuge verwendet. Die verbliebenen Ki-6 gab die japanische Heeresluftwaffe an die Luftstreitkräfte des Marionettenstaates Mandschukuo und das verbündete Königreich Siam weiter.
Die US Navy erprobte unter der Bezeichnung XJA-1 eine Super Universal (Bureau Number A8012), war mit den Ergebnissen aber nicht zufrieden und gab die Maschine wieder an den Hersteller zurück. Später verkaufte Fokker sie nach Kanada. Die Bezeichnung JA-1 verwendet die US Navy später noch einmal für vier Noorduyn Norseman.
Im zivilen Einsatz war die Super Universal besonders bei Buschpiloten in Alaska und Kanada beliebt. Luftfahrtgesellschaften setzten sie gewinnbringend auf Zubringerstrecken ein. Einzelne Unternehmen nutzten sie auch als Geschäftsreiseflugzeuge. Im Durchschnitt kostete 1928 ein Flugzeug 17.500 US-Dollar.
Admiral Richard Evelyn Byrd nutzte bei seiner ersten Antarktis-Expedition 1928/29 auch eine Super Universal, die den Namen „Virginia“ trug.

## Konstruktion
Die Super Universal war ein freitragender Schulterdecker. Neben der gegenüber der Standard Universal fehlenden Tragflächenabstrebung, die durch die fokkertypische interne Verspannung ersetzt wurde, hatte die Super Universal auch ein verbessertes und vereinfachtes, aber weiterhin nicht einziehbares Fahrwerk. Eine Ausnahme bildete der Prototyp (Werknummer 800), der angeblich schon 1927 geflogen sein soll und noch die doppelten Abstrebungen der Tragfläche und ein Fahrwerk ähnlich dem der ursprünglichen Universal aufwies. Auch die Abflugmasse war gegenüber den späteren Ausführungen mit 2050 kg etwas geringer.
Die einteilige, freitragende Tragfläche war in klassischer Fokker-Holzbauweise intern verspannt und mit Sperrholz beplankt. Das dicke Profil entsprach dem Typ, den Fokker auch sonst in seinen damaligen Verkehrsflugzeugen einsetzte. Der Rumpf hatte eine tragende Struktur bestehend aus einem geschweißten Gerüst aus rostfreien Stahlrohren. Der Rumpf wurde mit Formteilen in eine abgerundete Form gebracht und mit Stoff bespannt. Auf der linken Seite befand sich die Zugangstür zum Passagierraum, in dem sechs Personen Platz fanden. Die Sitze konnten leicht ausgebaut werden, wodurch eine Frachtzuladung von 570 kg möglich wurde.
Zur Standardausstattung gehörten Metallpropeller, Navigationslichter, ein Spornrad sowie ein Handkurbelanlasser. Das Radfahrwerk konnte gegen Skikufen oder ein Schwimmwerk ausgetauscht werden.

## Technische Daten

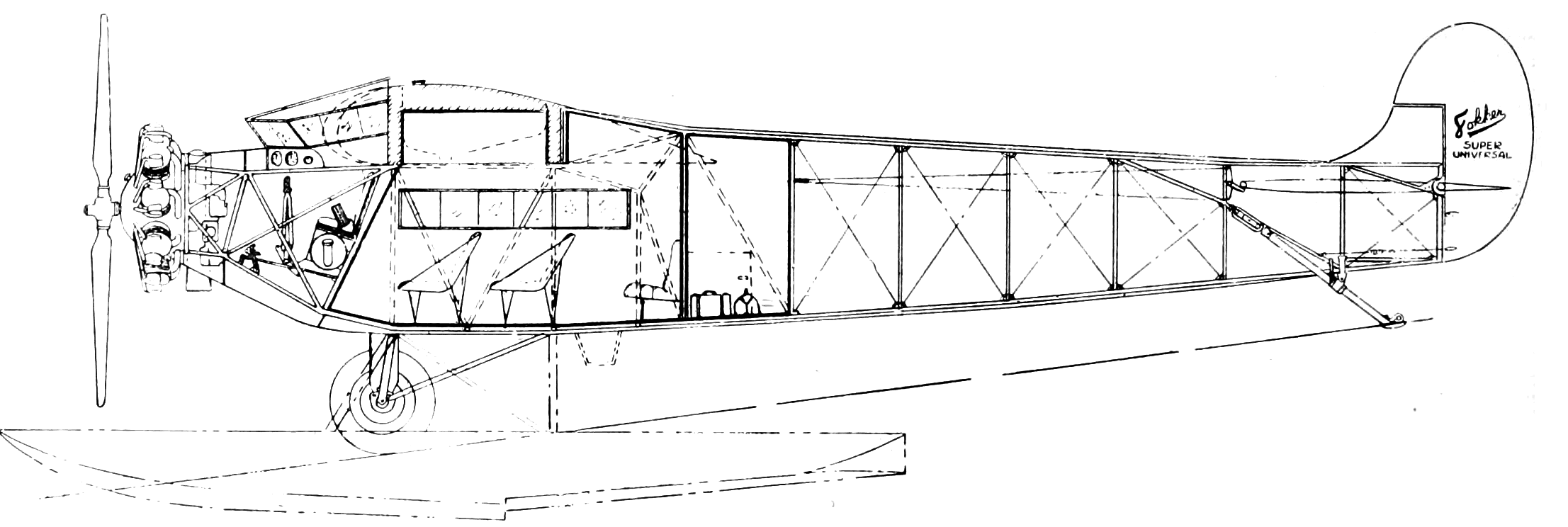
Seitenriss

Daten aus Joseph P. Juptner (1962), S. 138
| Kenngröße             | Radfahrwerk                                             | Hamilton Metall-Schwimmer                               | 450-PS-Version                               |
| --------------------- | ------------------------------------------------------- | ------------------------------------------------------- | -------------------------------------------- |
| Besatzung             | 2                                                       | 2                                                       | 2                                            |
| Passagiere            | 6                                                       | 6                                                       | 6                                            |
| Länge                 | 1,16 m                                                  | 1,16 m                                                  | 1,16 m                                       |
| Spannweite            | 18,50 m                                                 | 18,50 m                                                 | 18,50 m                                      |
| Höhe                  | 2,67 m                                                  | 2,67 m                                                  | 2,67 m                                       |
| Flügelfläche          | 34,37 m²                                                | 34,37 m²                                                | 34,37 m²                                     |
| Flügelstreckung       | 10,0                                                    | 10,0                                                    | 10,0                                         |
| Leermasse             | 1360 kg                                                 | 1610 kg                                                 | 1475 kg                                      |
| Startmasse            | 2340 kg                                                 | 2340 kg                                                 | 2520 kg                                      |
| Höchstgeschwindigkeit | 221 km/h                                                | 208 km/h                                                | 221 km/h                                     |
| Reisegeschwindigkeit  | 189 km/h                                                | 176 km/h                                                | 189 km/h                                     |
| Landegeschwindigkeit  | 90 km/h                                                 | 88 km/h                                                 | 94 km/h                                      |
| Gipfelhöhe            | 5490 m                                                  | 4880 m                                                  | 5340 m                                       |
| Antrieb               | 1 × Sternmotor Pratt & Whitney Wasp mit 420 PS (309 kW) | 1 × Sternmotor Pratt & Whitney Wasp mit 420 PS (309 kW) | 1 × Pratt & Whitney Wasp mit 450 PS (331 kW) |

## Erhaltene Exemplare
Die einzige erhalten gebliebene Maschine war 2019 im Western Canada Aviation Museum ausgestellt. Diese Super Universal (Werknummer 827, Luftfahrzeugkennzeichen CF-AAM) wurde Anfang 1929 in Teterboro für die Consolidated Mining & Smelting Co. (COMINCO) gebaut, die sie 1934 an die Northern Airways verkaufte. Die Gesellschaft vercharterte die Maschine u. a. an das National Geographic Magazin, das eine Expedition zu der Saint-Elias-Bergkette durchführte und im Juni 1936 erstmals Fotos der bis zu 5900 m hohen Berge veröffentlichte. Am 2. Dezember 1937 hatte das Flugzeug einen Startunfall auf dem schneebedeckten Flugplatz von Dawson (Yukon Territory of Canada). Es gab keine Verletzten, jedoch erlitt die Maschine so starke Beschädigungen, dass sie nicht wieder aufgebaut wurde. In ihrer fast neun Jahre dauernden Einsatzzeit hatte sie insgesamt 3252 Flugstunden angesammelt. Während der von 1981 bis 1998 dauernden Restaurierung wurden auch die Überreste zweier weiterer Super Universal (CF-AJC, CF-ATJ) verwendet. Anstelle des Original-Wasp-Motors, verwendete man einen leichter zu wartenden Sternmotor Pratt & Whitney R-1340. Am 24. Juli 1998 führte die wiederaufgebaute CF-AAM einen ersten 15 min dauernden Flug durch.
Bis 2005 nahm das Flugzeug an zahlreichen Flugtagen in Nordamerika teil, bevor es seinen endgültigen Platz als Ausstellungsobjekt im Museum fand.

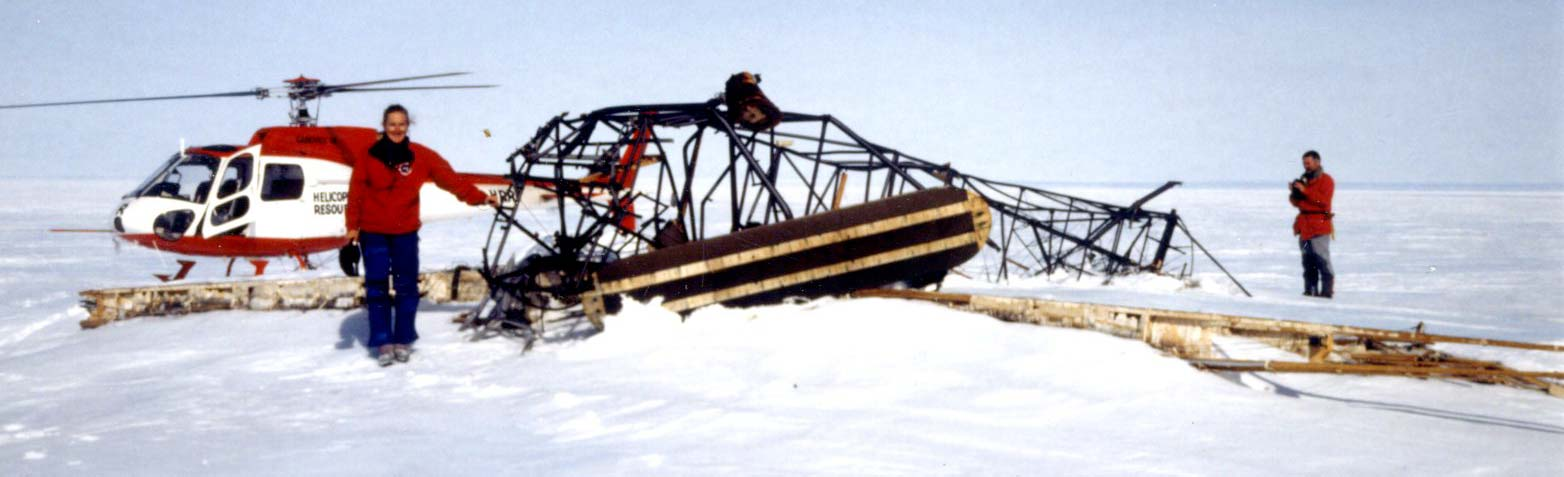
Wrack der 1987 wiederentdeckten Super Universal von Byrd

Byrds Super Universal wurde 1987 von einer Expedition in der Antarktis wiederentdeckt.